# Gaboro
Ninos Moses Khouri, mer känd som Gaboro, född 20 december 2000 i Hageby, Norrköping, död 19 december 2024 i Norrköping, var en svensk rappare och låtskrivare från Hageby-Navestad i södra Norrköping med syrianska rötter. Hans musik förekom flera gånger på Svenska albumlistans topp 10-lista.

## Biografi
Khouri var från Hageby-Navestad i Norrköping.
Under 2022 började han med musik och inom kort debuterade han med låten "Bogota", som i december 2024 hade spelats mer än 8 miljoner gånger på Spotify. Hans musik fick stort genomslag tack vare att låtarna spreds via korta videoklipp på plattformen Tiktok, bland annat med låten "Browski" vars musikvideo (2024) haft mer än 1,7 miljoner visningar på Youtube. Allt sedan genombrottet 2022 framträdde han alltid maskerad med en balaklava med ett och samma motiv: en syriansk örn.
Gaboro hade fram till 2024 nära 50 miljoner lyssningar på musikströmningstjänsten Spotify. Två av hans album har placerat sig bland topp 10 på Svenska albumlistan: Wlak från 2022 som blev nummer sju som bäst och Wlak 2 året efter som blev fyra. I maj 2024 medverkade han i Sveriges Radios program P3 Din Gata.

## Kriminalitet och gängmedlemskap
Gaboro hade kopplingar till Kalonätverket från Hageby/Navestad och figurerade i flera polisutredningar med kopplingar till drog- och gängkriminalitet. Han dömdes för ringa narkotikabrott 2022. I november 2023 var Gaboro på en restaurang i Marielund i Norrköping med en vän när de utsattes för en skjutning och vännen dog. Polisens utredning visade att mordet på Gaboros vän var en del av en gängkonflikt som Kalonätverket haft med grupperingen M-Town från stadsdelen Marielund i Norrköping.

## Död och eftermäle
Dagen efter mordet hade två av Gaboros låtar klättrat på den Spotifys svenska Topp 50-listan: "Suavemente" från 2022 nådde plats 44 och hans sista singel "Heaven & Hell" nådde plats 2.

## Diskografi

### Studioalbum
| År   | Albuminformation                                                                                          | SVE |
| ---- | --- | --- |
| 2022 | Wlak (EP) - Släppt: 9 september 2022 - Skivbolag: Självutgivning - Format: Digital nedladdning, strömning | 7   |
| 2023 | Wlak 2 - Släppt: 30 juni 2023 - Skivbolag: Warner Music Sweden - Format: Digital nedladdning, strömning   | 4   |
| 2024 | Rush Hour (EP) - Släppt: 31 maj 2024 - Skivbolag: Självutgivning - Format: Digital nedladdning, strömning | 24  |